# Emil Lehmann (Mineraloge)
Emil Lehmann (* 25. Januar 1881 in Ittenheim, Elsass; † 11. Januar 1981 in Garmisch-Partenkirchen) war ein deutscher Mineraloge und Petrologe.

## Leben
Lehmann besuchte das Gymnasium in Straßburg und machte dann 1901/2 ein Praktikum (Bergbaubeflissener) beim Oberbergamt in Bonn, wobei er Erz- und Kohlebergwerke im Rheinland, im Saargebiet und an der Lahn besuchte. Ab 1902 studierte an der Universität Straßburg, der Humboldt-Universität Berlin und der Berliner Bergakademie, wo er 1906 seinen Abschluss als Bergreferendar machte. 1908 wurde er in Berlin promoviert (Petrographische Untersuchungen von Eruptivgesteinen von der Insel Neupommern) und war ab 1907 Assistent am Mineralogisch-Geologischen Institut der TH Danzig, an der er sich 1911 habilitierte (Grundlagen einer neuen Systematik der Eruptivgesteine). Während dieser Zeit studierte er auch Magnetit-Lagerstätten in Nordspanien, Eisenerzlagerstätten in Schweden und 1912/13 Goldminen in Sibirien (Garewka-Goldminen).
1914 war er am Forschungsinstitut für Vulkanologie von Immanuel Friedlaender in Neapel. Im Ersten Weltkrieg war er Offizier bei den Eisenbahntruppen. Danach ging er an die Universität Halle, wo er sich umhabilitierte und 1924 außerordentlicher Professor wurde. Zusätzlich leitete er bis 1926 die chemische Fabrik der Hüttenwerke in Berlin-Tempelhof, als er Professor für Mineralogie und Petrographie an der Universität Gießen wurde. Am 21. Oktober 1937 beantragte er die Aufnahme in die NSDAP und wurde rückwirkend zum 1. Mai desselben Jahres aufgenommen (Mitgliedsnummer 5.428.917). 1939 bis 1945 leistete er erneut Wehrdienst im Zweiten Weltkrieg.
Lehmann blieb bis zu seiner Emeritierung 1954 an der Universität Gießen, wobei diese ab 1946 geschlossen war. Er befasste sich dort vor allem mit den Eisenerzen und den magmatischen Gesteinen in der Lahnmulde sowie mit der Entstehung von Basalten (Differentiation, Kristallisation). Eine von ihm 1941 vorgeschlagene Gesteinsbezeichnung Weilburgit hat sich nicht durchgesetzt (sie werden teilweise Diabasen und teilweise Schalsteinen zugerechnet, Lehmann sah sie zwischen Diabasen und Keratophyren).
Seinen Ruhestand verlebte er in Garmisch-Partenkirchen, publizierte aber bis 1979 weiter.
Er war seit 1971 Ehrenmitglied der Deutschen Mineralogischen Gesellschaft.

## Schriften
- Eruptivgesteine und Eisenerze im Mittel- und Oberdevon der Lahnmulde, Wetzlar, Technisch-Pädagogischer Verlag, 1941
- Das Keratophyr-Weilburgit-Problem, Heidelberger Beiträge zur Mineralogie und Petrographie, Band 2, 1949, S. 1–166
- Zum Thema Magmagestein und Magma, Heidelberger Beiträge zur Mineralogie und Petrographie, 1951, S. 383–412
- Über Miktitbildung, Heidelberger Beiträge zur Mineralogie und Petrographie, Band 3, 1952, S. 9–35
- Beiträge zur Beurteilung der palözoischen Eruptivgesteine Westdeutschlands, Zeitschrift der Deutschen Geologischen Gesellschaft, Band 104, 1952, S. 219–237
- Das Vulkangebiet am Nordende des Nyassa als magmatische Provinz, Berlin, Reimer, 1924 (Nachdruck Swets u. Zeitlinger, Amsterdam 1969)
- Beziehungen zwischen Kristallisation und Differentiation in basaltischen Magmen, in: Tschermaks mineralog. und petrograph. Mitt., Neue Folge, Band 41, 1931, S. 8–57
- Salzlager, in: Handwörterbuch der Naturwissenschaften, Band VIII, 2, 1933, S. 675–699